# Реґан Гаррісон
Реґан Гаррісон (англ. Regan Harrison, 25 листопада 1977) — австралійський плавець.
Призер Олімпійських Ігор 2000 року, учасник 2004 року.
Чемпіон світу з водних видів спорту 2001 року.
Призер Пантихоокеанського чемпіонату з плавання 1999 року.